# Consolidated PB2Y Coronado
Il Consolidated PB2Y Coronado era un idropattugliatore marittimo quadrimotore a scafo centrale ed ala alta sviluppato dall'azienda statunitense Consolidated Aircraft Corporation nei tardi anni trenta.
Benché progettati per affiancare i Consolidated PBY Catalina nei reparti della United States Navy, la marina militare degli Stati Uniti d'America, durante tutta la fase della Guerra del Pacifico venne impiegato in vari ruoli ma prevalentemente come trasporto tattico, anche come componente del RAF Transport Command, per tutti i primi anni quaranta fino al termine della Seconda guerra mondiale. Al termine del conflitto vennero considerati obsoleti e velocemente tolti dal servizio operativo.

## Storia del progetto

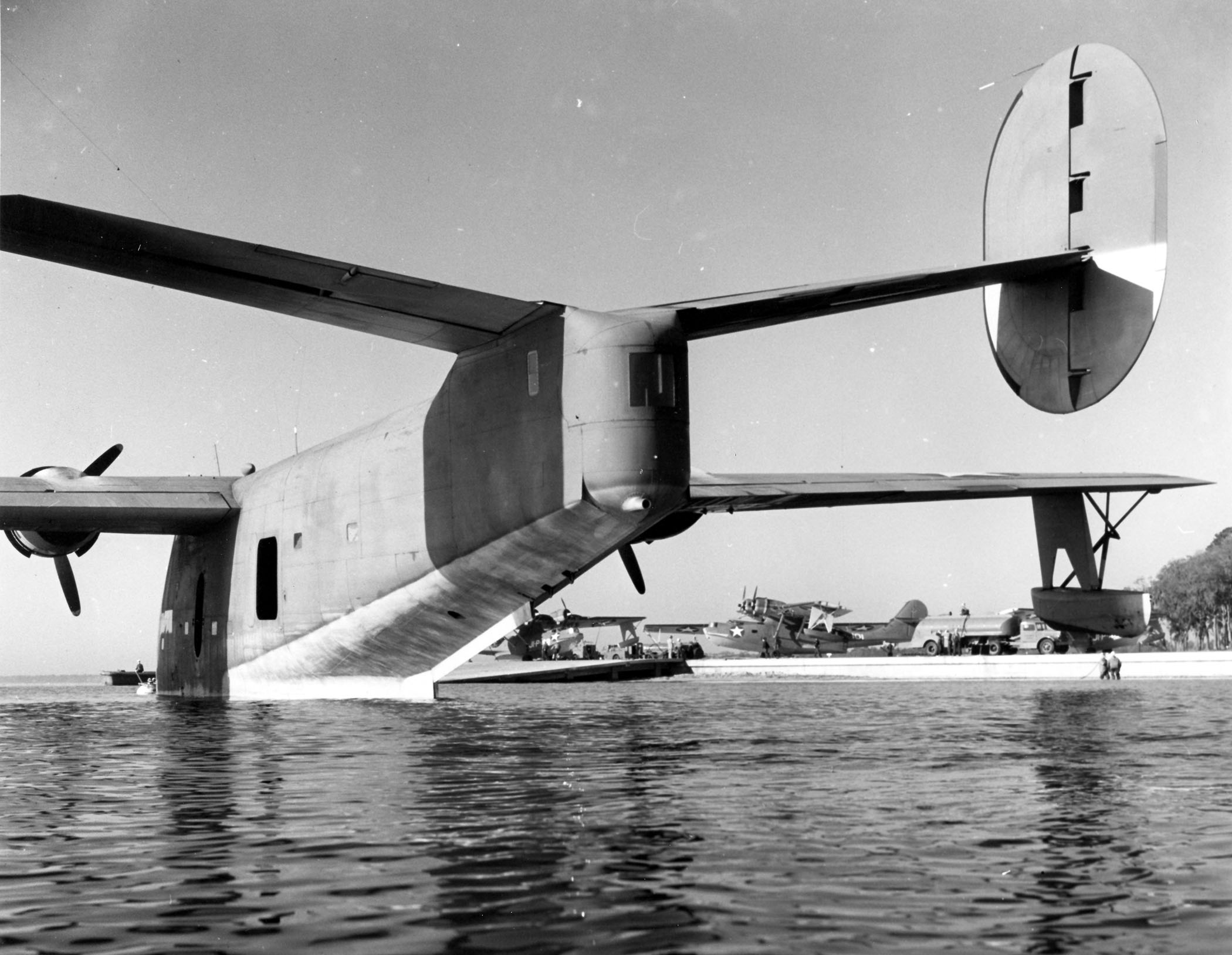
Un Coronado ormeggiato alla Naval Air Station Jacksonville durante la guerra.

Dopo le prime consegne dei PBY Catalina, iniziate nel 1935, l'US Navy iniziò a pianificare le caratteristiche che avrebbe dovuto avere la successiva generazione di pattugliatori marittimi. Vennero contattate due aziende che nel 1936 presentarono i propri progetti alla commissione di valutazione, la Consolidated con il proprio XPB2Y-1, e la Sikorsky con il loro XPBS-1. Il prototipo del Coronado venne portato in volo per la prima volta nel dicembre 1937.
Dopo le prime prove, il prototipo XPB2Y-1 rivelò alcuni problemi di stabilità per cui si ritenne necessario introdurre alcune sostanziali modifiche quali una più ampia ala controventata, un impennaggio di coda a doppia deriva ed una diversa motorizzazione affidata a quattro radiali Pratt & Whitney R-1830. La nuova variante, alla quale venne assegnata la denominazione PB2Y-2, era inoltre caratterizzata dall'adozione di eliche con caratteristiche diverse, quadripala a passo variabile accoppiate ai motori vicini alla fusoliera e standard tripala per quelli esterni. Come il precedente PBY Catalina, i due galleggianti equilibratori posti sotto le ali erano dotate di un dispositivo che le retraevano nella struttura alare, il che consentiva un miglioramento nel coefficiente aerodinamico che si concretizzava in una maggiore autonomia.
Lo sviluppo continuò durante tutta la guerra. Il PB2Y-3, che impiegava serbatoi autosigillanti ed una corazzatura più pesante, entrò in servizio appena dopo l'attacco di Pearl Harbor del dicembre 1941 e fu questa la variante con la quale si costituirono le flotte di Coronado all'inizio del conflitto. Il prototipo XPB2Y-4 presentava la più potente motorizzazione data da 4 radiali Wright R-2600, ma pur riscontrando un miglioramento nelle prestazioni del velivolo queste non furono ritenute sufficienti per giustificare un aggiornamento della flotta ad un simile standard. Tuttavia, la maggior parte dei PB2Y-3 vennero portati allo standard PB2Y-5, sostituendo i precedenti R-1830 con la versione R-1830-92 dotata di un compressore a singolo stadio. Poiché la maggior parte dei PB2Y-3 già esistenti vennero utilizzati nelle missioni di trasporto tattico, volando bassi per evitare di venire scoperti, venne deciso di eliminare i compressori dai motori il che consentì, dato che non erano più necessari, di diminuire il peso a vuoto dei velivoli e di conseguenza aumentare il valore di carico utile senza sacrificare le prestazioni a bassa quota.

## Impiego operativo

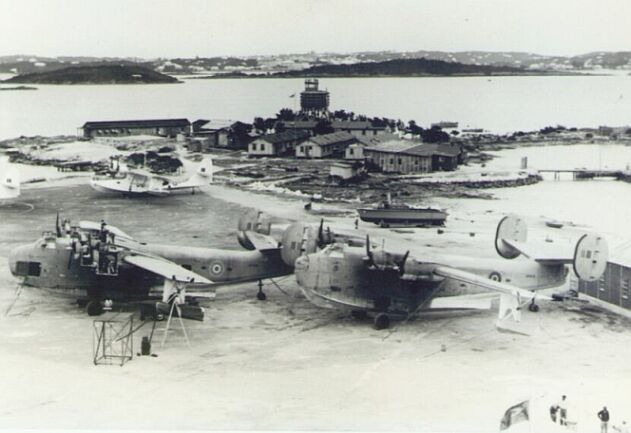
Due Coronado (in primo piano) davanti ad alcuni Catalina alla RAF Darrell's Island, Bermuda.

I Coronado entrarono in servizio tra la fine del 1941 e l'inizio del 1942, svolgendo impieghi operativi nel teatro bellico dell'oceano Pacifico sia come bombardieri che come antisommergibili anche se furono maggiormente utilizzati come aerei da trasporto, come importante componente della flotta del Naval Air Transport Service (NATS), e da soccorso medico. Il britannico Royal Air Force Coastal Command aveva sperato di utilizzare il Coronado come bombardiere/pattugliatore marittimo, come con i PBY Catalina, tuttavia l'autonomia di 1 070 miglia di cui poteva disporre il Coronado era nettamente inferiore dei 2 520 mi disponibili nel Catalina e comunque minore anche dei 1 780 mi del Short Sunderland. Di conseguenza i Coronado forniti alla RAF tramite il Lend-Lease vennero allestiti come semplici idro da trasporto ed utilizzati nel RAF Transport Command. I velivoli vennero utilizzati per voli transatlantici con destinazione la base RAF situata a Darrell's Island, nelle Bermude, e Porto Rico, anche se gli aerei vennero usati per trasportare materiali ed equipaggiamenti di vitale importanza in una rete di trasporti che si estendeva verso sud tra entrambe le sponde dell'oceano Atlantico, da Terranova verso il Brasile, la Nigeria, e diverse altre zone africane.
Al termine del conflitto i Coronado in servizio con la US Navy erano oramai considerati obsoleti sia come bombardieri che come trasporto e vennero rapidamente tolti da servizio attivo ed avviati alla demolizione, venduti come rottami metallici appetibili per il recupero dell'alluminio con cui erano stati realizzati. Degli esemplari in forza alla RAF cinque vennero demoliti, uno venne perso per una collisione con un Martin PBM Mariner e gli ultimi quattro vennero affondati nel 1946 al largo delle coste di Grande Bermuda.

## Versioni
XPB2Y-1prototipo dotato di motorizzazione Pratt & Whitney XR-1830-72 da 1 050 hp, realizzato in un esemplare.
PB2Y-2versione di preserie dotata di motorizzazione R-1830-78 da 1 020 hp, scafo modificato e sei mitragliatrici da .5 in, prodotta in 6 esemplari.
XPB2Y-3esemplare di PB2Y-2 convertito quale prototipo PB2Y-3.
PB2Y-3versione di serie dotata di motorizzazione R.1830-88 da 1 200 hp e di 8 mitragliatrici da .5 in, prodotta in 210 esemplari.
PB2Y-3Bdenominazione dei velivoli destinati alla Royal Air Force tramite Lend-Lease.
PB2Y-3Rconversione della PB2Y-3 ad uso da trasporto dotato di faired-over turrets, di portellone di carico laterale e posti a sedere per 44 passeggeri, prodotta in 31 esemplari.
XPB2Y-4esemplare di PB2Y-2 rimotorizzato Wright R-2600 e realizzato in un esemplare.
XPB2Y-5esemplare di XP2BY-3 convertito come prototipo PB2Y-5.
PB2Y-5versione PB2Y-3 dotata di motorizzazione R-1830-92 da 1200 hp, di serbatoi carburante di maggiore capacità di carburante e sistema RATO (rocket assisted take-off) per il decollo assistito.
PB2Y-5Rversione disarmata del PB2Y-5 da trasporto utilizzato come medevac.

## Utilizzatori
Regno Unito
- Royal Air Force
  - No. 231 Squadron RAF

 Stati Uniti
- United States Navy

## Esemplari attualmente esistenti
Al 2005 l'unico esemplare che risulta conservato è esposto presso il National Museum of Naval Aviation di Pensacola, in Florida.

## Velivoli comparabili
Giappone
- Kawanishi H8K

 Regno Unito
- Short Sunderland

 Stati Uniti
- Martin PBM Mariner
- Martin JRM Mars

### Pubblicazioni
- Hal Andrews, PB2Y Coronado (PDF), in Naval Aviation News, vol. 72, No. 1, novembre-dicembre 1989,  pp. 22-23, ISSN 0028-1417 (WC · ACNP) (archiviato dall'url originale il 16 dicembre 2005).